# Katharinenkirche (Timișoara)
Die Katharinenkirche (rumänisch Biserica Sfânta Ecaterina, umgangssprachlich Innerstädter Pfarrkirche) ist eine römisch-katholische Kirche und ein denkmalgeschütztes historisches Gebäude an der Strada Bolyai im I. Stadtbezirk Cetate der Stadt Timișoara (deutsch Temeswar ) im Westen Rumäniens.

## Geschichte

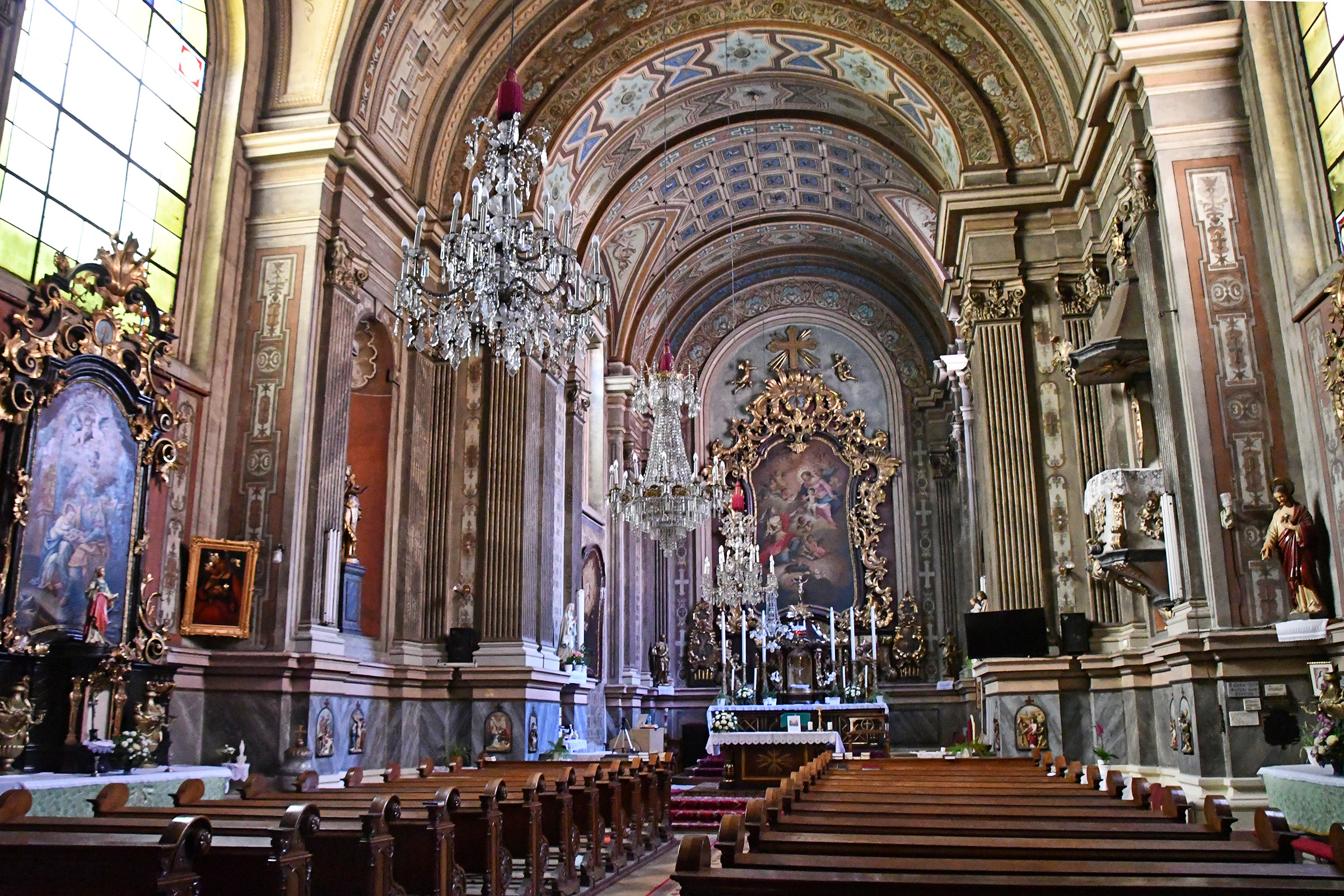
Innenansicht, 2022

Die ursprüngliche Katharinenkirche, eine der ältesten Kirchen der Stadt, wurde während der Regentschaft des ungarischen Königs Karl Robert de Anjou (1301–1342) gebaut, der zeitweilig seinen Regierungssitz in das damalige Temeswar verlegt hatte. In Temeswar starb 1317 seine Gemahlin Maria von Beuthen, in der Literatur auch als Maria Ecaterina respektive Maria Katharina bezeichnet, die darauf in der Kirche beigesetzt worden sein soll, andere Quellen datieren den Todestag auf den 15. Dezember 1315 und nennen die Basilika von Székesfehérvár als Beisetzungsort.
Die Kirche befand sich damals in der Nähe des heutigen Lyzeums Eftimie Murgu. Während der osmanischen Herrschaft wurde die Kirche in eine Moschee umgewandelt und stand für 164 Jahre im Zeichen des Halbmonds.
Nach der Rückeroberung Temeswars durch Eugen von Savoyen 1716 wurde das Gebäude erst als Salzdepot und später als Schießpulvermagazin genutzt. 1722 kam es in den Besitz der reformierten Franziskaner des Salvatorianerordens (Patres Ordinis Minores Reformatorum S. P. Francisci Provinciae Hungariae S.S. Salvatoris), die in der Nähe ein Kloster unterhielten, und konnte so wieder seiner ursprünglichen Bestimmung als Kirche dienen. Die Franziskanerkirche ad Sanctam Catharinam bot hier Asylsuchenden einen Zufluchtsort.
Im Zuge der Festungsumbauten wurde die Kirche 1723 abgetragen und an ihrer Stelle 1763 ein aus Sandstein gefertigter dreieckiger Obelisk mit einem eisernen Kreuz an der Spitze errichtet, um an die hier bestatteten Persönlichkeiten zu erinnern. Der 1849 stark beschädigte Obelisk wurde 1851 restauriert und 1963 auf den Friedhof an der Lippaer Straße (Cimitirul din Calea Lipovei) verlegt, wo er heute noch zu sehen ist.
Zwischen 1753 und 1756 wurde die neue Katharinenkirche auf dem Gelände einer ehemaligen Mühle durch Johann Lechner an der heutigen Strada Bolyai errichtet. 1882 wurde das Gotteshaus infolge eines Erdbebens stark beschädigt und musste abgetragen werden. An gleicher Stelle begann 1887 der Neubau der Kirche, und am 25. November 1889 wurde sie von Pfarrer Josef Brand eingeweiht.
Gottesdienste werden heute in rumänischer, deutscher, slowakischer und ungarischer Sprache abgehalten.

## Beschreibung
Die Kirche ist in neubarockem Stil mit Elementen des Neoklassizismus und der Renaissance gehalten. Der Hochaltar, der die Heilige Märtyrerin Katharina von Alexandrien darstellt, wurde 1761 von dem Maler Ferdinand Schiessl aus Wien geschaffen.
Aus der Zeit der Franziskaner stammen auch die im Barockstil gehaltene Kanzel sowie der mächtige geschnitzte Schrank in der Sakristei. Es wird angenommen, dass auch die Schwarze Madonna, eine aus schwarzem Holz geschnitzte und mit reichem Goldbrokat verzierte Marienfigur mit dem Jesus-Kind, aus jener Zeit stammt. Hier wird auch das Madonnenbild in einem Glasgehäuse mit Kronen und Herz aus Erz aufbewahrt.

### Orgel
Die Orgel wurde von Carl Leopold Wegenstein und das Gehäuse von dem Kunstinstitute Flandörfer gefertigt, das ebenso die Bänke aus Nußholz produzierte. Es wurde im Stil Louis XIV. gehalten, dabei in Tonfarbe gestrichen und reich vergoldet, sowie zusätzlich mit religiösen und musikalischen Emblemen, Statuetten und Gruppen versehen. Im Februar 1896 wurde die Orgel im Kirchenschiff aufgestellt und erhielt in einem Wettbewerb im gleichen Jahr anlässlich der Budapester Millenniumsausstellung 1896 zur Feier des 1000-jährigen Bestehens des Königreichs Ungarn den Ersten Preis. Die Kosten der Orgel betrugen 10.000 Gulden, wozu die Stadt Temeswar 7000 Gulden beisteuerte. Daher ist an dem Orgelgehäuse das Wappen der damaligen königlichen Freistadt angebracht.
Die im damaligen Kostenvoranschlag angegebene Disposition war:
| I Manual C–f3 |       |
| Principal     | 16′   |
| Principal     | 8′    |
| Concertflöte  | 8′    |
| Bordun        | 8′    |
| Gamba         | 8′    |
| Octav         | 4′    |
| Waldflöte     | 4′    |
| Rohrflöte     | 4′    |
| Mixtur IV     | 2 ⁄3′ |
| Trompete      | 8′    |

| II Manual C–f3  |       |
| Bordun          | 16′   |
| Geigenprincipal | 8′    |
| Flauta Major    | 8′    |
| Salicional      | 8′    |
| Spitzflöte      | 4′    |
| Quinte          | 2 ⁄3′ |
| Oboe            | 8′    |

| III Manual C–f3  |     |
| Aeoline          | 16′ |
| Lieblich Gedeckt | 8′  |
| Vox Humana       | 8′  |
| Dolce            | 8′  |
| Traversflöte     | 4′  |
| Flageolete       | 2′  |

| Pedal C–         |         |
| Contra Principal | 16′     |
| Subbass          | 16′     |
| Quint Bass       | 10 2⁄3′ |
| Principalbass    | 8′      |
| Violoncello      | 8′      |
| Octavbass        | 4′      |
| Posaune          | 16′     |

Die Disposition wurde durch die Orgelbewegung in den 1930er Jahren verändert. Heute ist das Instrument fast unspielbar. Eine fachgerechte Renovierung kann aus finanziellen Gründen und wegen des Fehlens einer Orgelbauwerkstätte in der Region vorerst nicht erwartet werden.

## Anmerkung
1. ↑  Auf seinen drei Seiten trug der Obelisk folgende lateinische Texte:

  - Trophaeum solo aequatae sacrae aedis Chatarinensis, in qua sacrificare Deo florente Eugenio, Carolo sexto dominante Signo Reformatos Fratres coepisse Minores

Ein Denkmal für die Sankt-Katharinen-Kirche, die dem Erdboden gleichgemacht worden war, in welcher, wie ich kenntlich mache, die Franziskaner-Observanten angefangen haben, Gott zu opfern in der Blütezeit des Eugen und unter der Herrschaft Karls VI
  - Sed Maria Theresia apostolica Regni coronata Regina, hos in praesidio locat et patrocinio ambit

Aber Maria Theresia, die gekrönte Königin des apostolischen Reiches, stellt diese als Schutz auf und bittet um ihren Beistand
  - Defunctis, quorum hic Cineres ac ossa recondo, Aeternam requiem ore et corde precare viator

Wanderer, bete mit Mund und Herz um die ewige Ruhe für die Verstorbenen, deren Asche und Gebeine ich hier berge

Während der Belagerung Temeswars im Zuge der Revolution von 1848/49 im Kaisertum Österreich wurde der Obelisk 1849 durch die ungarischen Revolutionäre beschädigt, jedoch wurde 1851 eine Restaurierung durchgeführt. Nach 1903 stand der Obelisk unmittelbar vor dem Neubau der Schule für Höhere Töchter (später: Carmen Sylva Mädchenlyzeum, heute: Eftimie Murgu Lyzeum). Als 1933 der Bulevardul C. D. Loga angelegt wurde, war das Denkmal ein Hindernis beim Bau der Straße, worauf es einige Meter in Richtung des heutigen Pionierparks verlegt wurde. Ende der 1960er Jahre musste der Obelisk anlässlich der Errichtung einer Luxusvilla für den Generalsekretär der Rumänischen Kommunistischen Partei, Nicolae Ceaușescu, weichen, und galt danach eine Zeit lang als verschollen (Quelle: Tageszeitung „Temesvári új szó“, Ausgabe 23, 21. Januar 1990). Später wurde bekannt, dass sich der Obelisk in einem verwahrlosten Zustand auf dem ehemaligen Innenstädtischen Römisch-katholischen Friedhof befindet.